# 아스트랄베르크스
아스트랄베르크스(Astralwerks)는 뉴욕에 기반을 둔, 주로 전자 음악을 발매하는 레코드 레이블이다. 유통은 미국의 캐롤라인 유통이 담당한다. 현재 유니버설 뮤직 그룹이 소유하고 있다.